# Ирня (деревня)
Ирня — деревня в Заинском районе Татарстана. Входит в состав Новоспасского сельского поселения.

## География
Находится в восточной части Татарстана на расстоянии приблизительно 17 км на юго-восток по прямой от районного центра города Заинск у речки Лесной Зай.

## История
Основана в 1926 году как поселок Ирнинский. Здесь работали колхозы «Вперёд», им. Чапаева, «Правда», позднее подсобное хозяйство Заинского агротехнического лицея. Относилась к населенным пунктам с компактным проживанием кряшен.

## Население
Постоянных жителей было: в 1926 — 37, в 1938—221, в 1949—217, в 1958—137, в 1970—157, в 1979 — 43, в 1989 — 4, в 2002 — 2 (русские 50 %, татары 50 %), 7 в 2010.